# بيتر مكارثي
بيتر مكارثي (بالإنجليزية: Peter McCarthy)‏ هو شخصية أعمال أمريكي، ولد في 24 نوفمبر 1845، وتوفي في 29 مايو 1919.